# Élections législatives de 1997 dans la 14e circonscription du Nord
Les élections législatives françaises de 1997 dans la 14e circonscription du Nord se déroulent les 25 mai et 1er juin 1997.

## Circonscription
Par la loi no 86-1197 du 24 novembre 1986, la 14e circonscription du Nord regroupe jusqu'en 2010 les divisions administratives suivantes : canton de Bergues, canton de Bourbourg, canton de Cassel, canton d'Hondschoote, canton de Steenvoorde et canton de Wormhout et les communes de Bray-Dunes et de Zuydcoote.

## Contexte
Cette élection législative anticipée fait suite à la dissolution de l'Assemblée nationale décidée par le président de la République Jacques Chirac.
Le député sortant de la 14e circonscription du Nord, Gabriel Deblock (RPR), ne se représente pas.
Lors de ce scrutin, Jean-Pierre Decool (RPR), Monique Denise (PS), Yannick Le Floc'h (FN), Guillaume Dochez (PCF), Alain Trédez (Les Verts), Philippe Peene (DVD), Anthony Roseau (LT), Gérard Jonckheere (MDC) et Serge Westelynck (GÉ) sont candidats.

## Résultats[1]
Ce scrutin voit la première et unique élection de Monique Denise comme députée du Nord et ouvre son premier mandat à la chambre basse du Parlement français.
- Député sortant : Gabriel Deblock (RPR)

| Candidat       | Candidat            | Parti          | Premier tour | Premier tour | Second tour | Second tour |  |
| Candidat       | Candidat            | Parti          | Voix         | %            | Voix        | %           |  |
| -------------- | ------------------- | -------------- | ------------ | ------------ | ----------- | ----------- |  |
|                | Jean-Pierre Decool  | RPR            | 16 712       | 35,08        | 24 604      | 49,51       |  |
|                | Monique Denise élue | PS             | 14 487       | 30,41        | 25 090      | 50,49       |  |
|                | Yannick Le Floc'h   | FN             | 7 266        | 15,25        |             |             |  |
|                | Guillaume Dochez    | PCF            | 2 783        | 5,84         |             |             |  |
|                | Alain Trédez        | Les Verts      | 1 887        | 3,96         |             |             |  |
|                | Philippe Peene      | Divers droite  | 1 820        | 3,82         |             |             |  |
|                | Anthony Roseau      | LT-LNÉ         | 927          | 1,95         |             |             |  |
|                | Gérard Jonckheere   | MDC            | 885          | 1,86         |             |             |  |
|                | Serge Westelynck    | GÉ             | 871          | 1,83         |             |             |  |
|                |                     |                |              |              |             |             |  |
| Inscrits       | Inscrits            | Inscrits       | 66 937       | 100,00       | 66 931      | 100,00      |  |
| Abstentions    | Abstentions         | Abstentions    | 15 958       | 23,84        | 13 894      | 20,76       |  |
| Votants        | Votants             | Votants        | 50 979       | 76,16        | 53 037      | 79,24       |  |
| Blancs et nuls | Blancs et nuls      | Blancs et nuls | 3 341        | 6,55         | 3 343       | 6,3         |  |
| Exprimés       | Exprimés            | Exprimés       | 47 638       | 93,45        | 49 694      | 93,7        |  |